# Cubophis
Cubophis — рід змій родини полозових (Colubridae). Представники цього роду мешкають на Карибах.

## Види
Рід Cubophis нараховує 8 видів:
- Cubophis brooksi (Barbour(інші мови), 1914)
- Cubophis cantherigerus (Bibron, 1843)
- Cubophis caymanus (Garman, 1887)
- Cubophis fuscicauda (Garman, 1888)
- Cubophis ruttyi (Grant, 1941)
- Cubophis vudii (Cope, 1862)